# هالومی
هالومی (یونانی: χαλούμι) پنیری است که از مخلوط شیر بز و  شیر گوسفند و گاهی شیر گاو ( شیر (خوراکی)) تهیه می شود.